# مسجد حاج رضا انصاری
مسجد حاج رضا انصاری مربوط به دوره قاجار است و در همدان، حدفاصل خیابان تختی ومدنی، کوچه امامزاده یحیی واقع شده و این اثر در تاریخ ۲۷ دی ۱۳۷۷ با شمارهٔ ثبت ۲۲۵۰ به‌عنوان یکی از آثار ملی ایران به ثبت رسیده است.